# 杜方思
杜方思（Jean-François Dupré）是一名加拿大政治學家，目前擔任渥太華大學博士後研究員，專攻為東亞政治特別是香港及台灣的語言身份認同、民族身份認同。
畢業於麥吉爾大學東亞研究系（輔修比較政治），再從愛丁堡大學取得民族主義研究碩士以及香港大學政治學博士學位，期間曾在中央研究院社會學研究所訪學。由於出身魁北克，見證1995年魁北克公民投票等重大事件，因此擅長於進行台灣、魁北克、加泰隆尼亞和蘇格蘭等地的民族主義比較研究。